# إمبراطورية الحرية

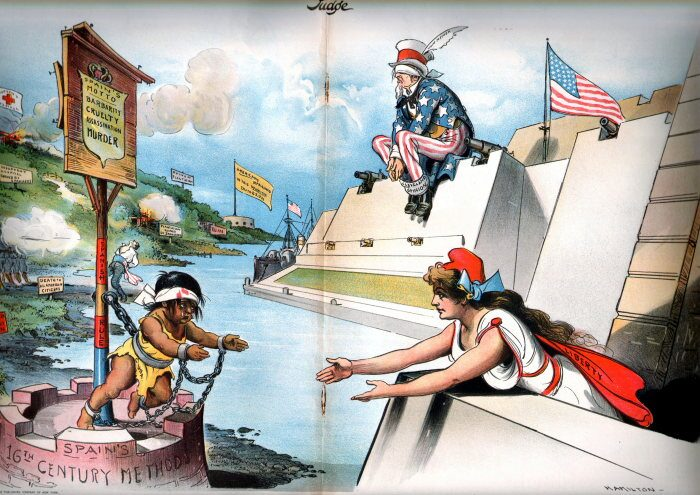
تحاول كولومبيا (تجسد شعب الولايات المتحدة) مساعدة كوبا المظلومة ، بينما العم سام (يجسد حكومة الولايات المتحدة)، أعمى من قبل عصابة، لا يبدو على استعداد لاستخدام أسلحته. رسم ساخر 1897.

تعتبر إمبراطورية الحرية هو الموضوع الأصلي لتوماس جيفرسون الذي أعلن مسؤلية الولايات المتحدة فيما يتعلق بتوسيع الحرية في جميع أنحاء العالم كنوع من الإمبراطورية الخيرة، وهي مهمه موازية، أي ما يعادل أو يعارض، وفقا لما يريد تفسيره)، وقد عرفتها الإمبراطورية البريطانية على أنها عبء أو مسئولية الرجل الأبيض.
كان تحقيق الجمهورية مع الإمبرطورية، في الواقع، واحدا من الأبحاث المتشابهة الأكثر وعيا بين الولايات المتحدة وروما القديمة.
كانت الثورة الأمريكية هي المثال الذي انتشر في الدول الأخرى، وقد وُصفت ب «الدورة الأطلسية» من الثورات الليبرالية أو البرجوازية (الثورة الفرنسية والثورة الليبرالية الإسبانية واستقلال أمريكا الإسبانية)، ولكن بالنسبة لجيفرسون، فإن مهمة الولايات المتحدة لا تقتصر على هذا المثال، بل أيضا ضرورة التوسع غربا، الذي عُرف فيما بعد بالمصير الحتمي، والتدخل في دول أخرى عند الضرورة، وخاصة في ما تبقى من أمريكا، الذي عرف لاحقا بعقيدة مونرو.

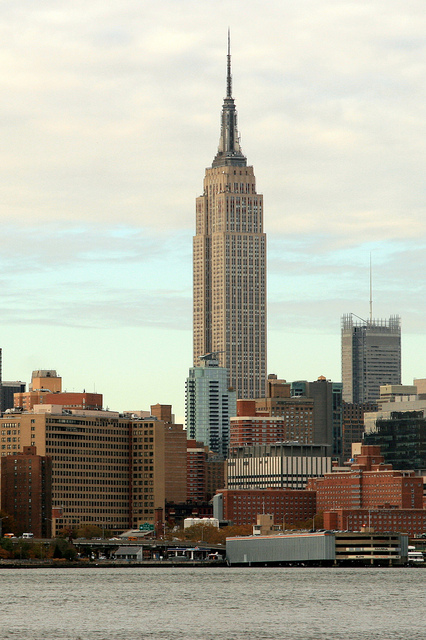
مبنى إمباير ستيت، اسمه يستحضر التعاون مع الموضوع.

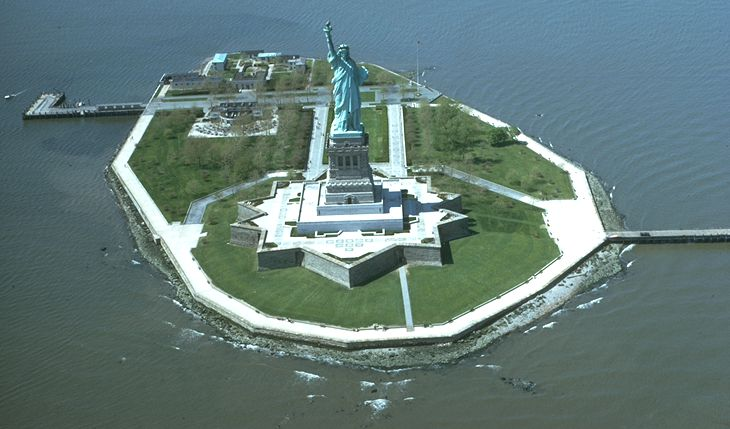
جزيرة الحرية مع تمثال الحرية، تستحضر أسمائهم نفس الرابطة

## السياسة الخارجية
غالبا ما تفسر السياسة الخارجية للولايات المتحددة كتطور لتلك المبادئ مع درجة أكبر أو أقل من المثالية أو الوأقعية أو السخرية سواء في الحرب مثل الحروب مع المكسيك، التدخلات في اأمريكا الوسطى، حروب البانانا، دبلوماسية البوارج، الاحتلال الامريكى لنيكاراغوا، انفصال بانما عن كولومبيا، الحرب الأسبانية الأمريكية، الحرب العالمية الأولى، الحرب العالمية الثانية، الحرب الباردة، الحرب ضد الإرهاب) أو في السياسات الأكثر توسعا التي وضعت بواسطة رؤساء الولايات المتحددة على مدار التاريخ: ابراهام لنكولن (مكتشف جيتيسبورج) – ثيودور روزفلت (العصا الغليظة) – وودرو ويلسون (الويلسونية، أربعة عشر نقطة) – فرانكلين روزفلت (سياسة الجيرة الحسنة، مفاهيم الفناء الخلفي ولدينا ابن العاهرة) – هارى ترومان (خطة مارشال، مذهب ترومان، نظرية الهيمنة) – ج.ف.كيندى (التحالف من أجل التقدم) رونالدو رياجان (نظرية إمبراطورية الشر) – بيل كلينتون (مذهب كلينتون) – باراك أوباما (مذهب أوباما).
هو موضوع معأكس لاستخدام السخرية في إمبراطوية الحرية لإدانة السياسة الخارجية للولايات المتحددة الأمريكية كامبريالية أو جوانب معينة عن السياسة المحلية مثل القمع. هذا هو موقف معظم مفكرين (الشمال) مثل: جورى بيدال، نعوم تشومسكي، تشالميرس جونسون أو جيانينا براستشي.

## الحلم الأمريكي والهجرة
كانت الهجرة للولايات المتحددة مستمرة في تاريخ هذه الدولة، وأكثر بُعدا عن حقيقة هذه التعاريف، عرفت عنصرياّ بالبوتقة واجتماعياّ واقتصادياّ كأرض الفرص وأيدلوجياأرض الملجأ لكل نوع من المعارضين، الدينيين والسياسيين، ومن هذه الشخصيات المتباينة: نابليون بونابرت وكارلوس ماركس، والذين نظروا في إمكانية اللجوء في الولايات المتحددة.
| إمبراطورية الحرية | هلموا إلي أيهاالمتعبون والفقراء، والجموع الحاشدة التي تتوق إلى التنفس بحرية، والبائسون المهملون على شواطئنا المزدحمة. أرسلوا أؤلئك المشردين الذين تعصف بهم الزوابع إليّ، فأنا أرفع مصباحي عند البوابة الذهبية. | إمبراطورية الحرية |

«أرض الأحرار وموطن الشجعان.»

## جيفرسون

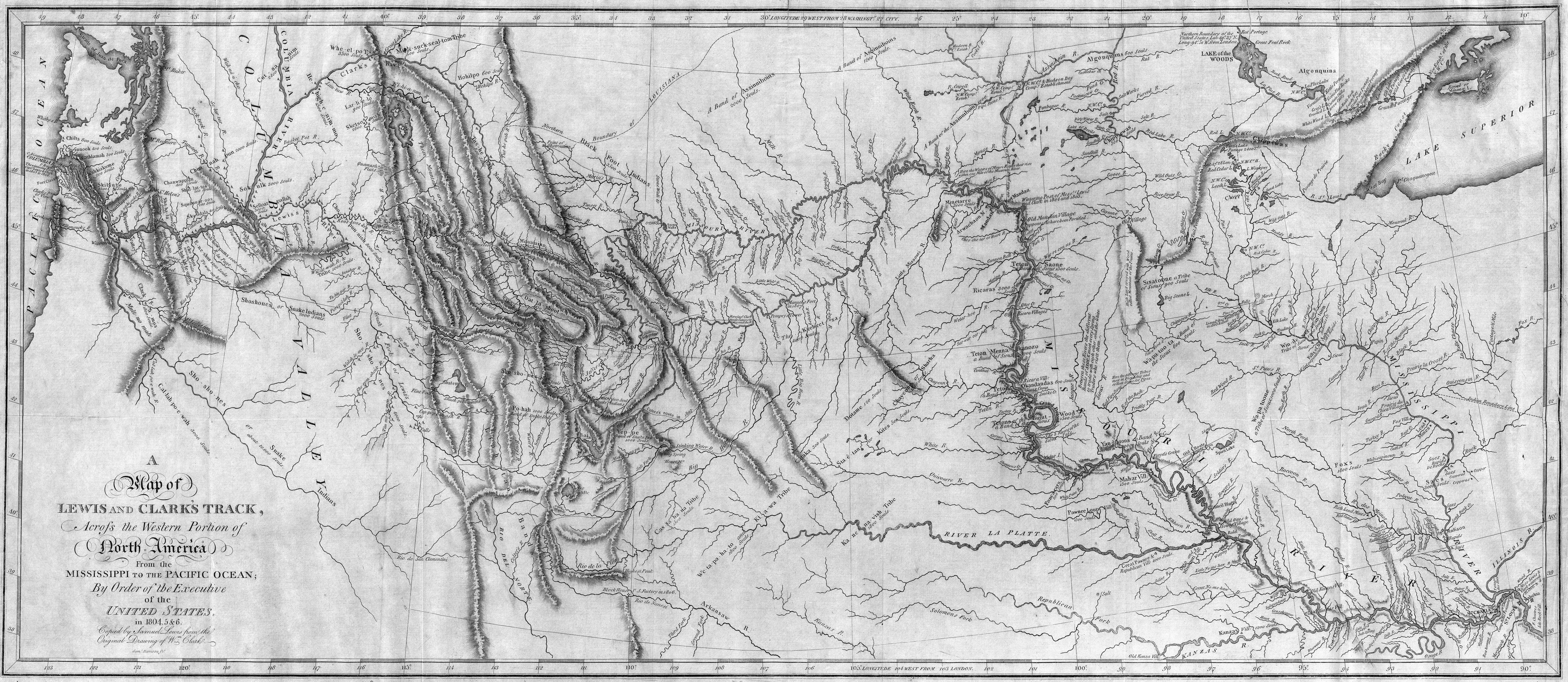
خريطة لبعثة لويس كلارك (1804-1806)، نشرت في عام 1814. وكانت المحاولة الأكثر طموحا، من خلال جيفرسون، للحصول على المعلومات والسيطرة على مناطق غير ماهولة في شمال غرب أمريكا

استخدم جيفرسون تعبير إمبراطورية الحرية في 1780 في الثورة الكاملة. صور الولايات المتحددة كإمبراطورية مكرسة للحرية التي يمكنها وقف ازدهار الإمبراطورية البريطانية التي تكرهها وتخشاها.
تصور جيفرسون هذه الإمبراطورية، التي تمتد غربا في القارة الأمريكية. واعتبرها بمثابة التوسيع الحاسم من أجل مستقبل الدولة. وخلال فترة رئاسته، شجع شراء لويزيانا عام 1803، والتي ضاعفت مساحة الولايات المتحدة وفتحت حقل ضخم للاستعمار والتوسع القادم. وأنا أعترف أنني أنظر إلى هذه الازدواجية في المنطقة لتوسيع حكومة حرة واقتصادية كحكومتنا، باعتباره إنجازا كبيرا لكتلة السعادة التي تترتب على ذلك. يجب علينا أن نحول بلدنا إلى فرع تجارة بحيث تعتبره الدول الأوروبية من أكثر النضالات والتضحيات أهمية، وفي حالة السلام، تنتهي الثورة الأمريكية... يجب أن نشكل للاتحاد الأمريكي حاجزاّ ضد التوسع الخطير في مقاطعة بريطانيا بكندا أو نضيف إلى إمبراطورية الحرية بلد واسعة وخصبة وبالتالي يتحول خطر الأعداء إلى أصدقاء ذوي قيمة.
ومع ذلك، فقد لا يكون هذا الحكم بالضرورة كيان سياسي موحد إقليمي، أما إن نظل في حلف واحد، أو نشكل حلف الأطلسي وميسيسيبي. ومن جهة أخرى، كانت تعتبر وحدة لانتهاك حرمتها بين الدول. في 27 أبريل 1809، كتب جيفرسون إلى خليفه جيمس ماديسون حول إدراج كندا في الاتحاد، ويجب أن تكون لنا مثل هذه الإمبراطورية من أجل الحرية لأنها لم تدرس أبدا منذ التأسيس: وأنا مقتنع انه لا يوجد دستور في أي وقت مضى يحسب بشكل جيد مثل دستورنا من أجل إمبراطورية واسعة والحكم الذاتي.
حتى في سنواته الأخيرة، ظل جيفرسون يتخيل توسيع حدود هذه الإمبراطورية، حيثما سيتوقف هذا التقدم لا يمكن لأحد أن يقول أن الهمجية، في غضون ذلك، قد تراجعت أمام خطوة ثابتة من التحسين؛ ومع الوقت، وأنا على ثقة، ستختفي الهمجيه من على وجه الأرض.